# Ivo Barroso
Ivo do Nascimento Barroso, conhecido como Ivo Barroso OMC (Ervália, 25 de dezembro de 1929 — Rio de Janeiro, 5 de outubro de 2021) foi um escritor, poeta e tradutor brasileiro .

## Biografia e Carreira
Residindo no Rio de Janeiro desde 1945, formou-se em Direito pela UERJ, na época "Universidade da Guanabara", e em Línguas e Literaturas Neolatinas pela "Faculdade Nacional do Rio de Janeiro", hoje pertencente à UFRJ .
Desde cedo começou a traduzir poesia, e ligou-se ao movimento concretista, tornando-se editor-adjunto do Suplemento Literário do Jornal do Brasil, onde publicou traduções e poemas originais. Foi um dos criadores da revista de cultura Senhor (1959-64). Entre 1968 e 1970, residiu na Holanda, onde começou a traduzir os Sonetos de Shakespeare. De volta ao Brasil, foi assistente de Antônio Houaiss na edição das enciclopédias Delta-Larousse (1972) e Mirador (1976), e de Carlos Lacerda na "Enciclopédia Século XX" (1973).
Em Portugal de 1973 a 1978, foi redator-chefe da revista Seleções do Reader's Digest e começou a traduzir toda a obra poética de Rimbaud, vindo a receber o Prêmio Jabuti de tradução pela "Prosa Poética" (1998). Na Inglaterra entre 1983 e 1984, dedicou-se à poesia de T. S. Eliot, por cujas traduções foi igualmente premiado, com o Prêmio Jabuti (1992) por "Os gatos" e com o Prêmio de Tradução da Academia Brasileira de Letras (2005) por "Teatro completo". Viveu ainda na Suécia e na França, antes de voltar ao Rio de Janeiro .
Publicou os livros de poemas "Nau dos náufragos" (1982) e "Visitações de Alcipe" (1991) em Portugal, e "A caça virtual e outros poemas" (2001) no Brasil, tendo este último sido finalista do Prêmio Jabuti de poesia daquele ano. Organizou os livros "Poesia e prosa", de Charles Baudelaire (1995) e "À margem das traduções", de Agenor Soares de Moura (2003). Escreveu ainda "O Corvo e suas traduções" (2000), sobre a obre de Poe, e "Poesia ensinada aos jovens" (2010) .
Além dos já mencionados, Ivo Barroso traduziu para o português autores como: Eugenio Montale ("Diário póstumo"), André Breton ("Nadja"), André Gide ("A volta do filho pródigo"), André Malraux ("A condição humana"), August Strindberg ("Inferno"), Georges Perec ("Vida, modo de usar", "A coleção particular" "Viagem de inverno"), Hermann Hesse ("O Lobo da Estepe", "Demian"), Italo Calvino ("Seis propostas para o próximo milênio", "O castelo dos destinos cruzados", "As cosmicômicas", "Palomar"), Italo Svevo ("A consciência de Zeno", "Senilidade", "A novela do bom velho e da bela mocinha"), Jane Austen ("Razão e Sentimento", "Emma"), Marguerite Yourcenar ("Golpe de misericórdia", "O denário do sonho", "O tempo, esse grande escultor"), Nikos Kazantzakis ("Ascese"), Romain Rolland ("Colas Breugnon"), Shel Silverstein ("Uma girafa e tanto", infantil) e Umberto Eco ("O pêndulo de Foucault").

## Obras

### Tradução
- André Breton, Nadja
- André Gide, A volta do filho pródigo, precedido de cinco outros tratados
- André Malraux, A condição humana (e prefácio)
- Annalisa Cima, Hipóteses de amor (com Alexandre Eulálio)
- Arthur Rimbaud, Correspondência (com notas e comentários)
- Arthur Rimbaud, Poesia completa (com notas e comentários)
- Arthur Rimbaud, Prosa poética: Uma estadia no inferno, Iluminações, Um coração sob a sotaina, Os desertos do amor, Prosas evangélicas (com notas e comentários)
- August Strindberg, Inferno (com notas)
- Erik-Axel Karlfeldt, Poesias
- Eugenio Montale, Diário Póstumo (com introdução e notas)
- Georges Perec, A coleção particular
- Georges Perec, A vida – modo de usar
- Hermann Hesse, Demian (e prefácio)
- Hermann Hesse, O lobo da estepe (e prefácio)
- Italo Calvino, As cosmicômicas
- Italo Calvino, O castelo dos destinos cruzados
- Italo Calvino, Palomar
- Italo Calvino, Seis propostas para o próximo milênio

Italo Calvino, Todas as cosmicômicas
Italo Svevo, A consciência de Zeno
Italo Svevo, A novela do bom velho e da bela mocinha (com introdução e notas biográficas)
Italo Svevo, Senilidade
Jane Austen, Emma
Jane Austen, Razão e Sentimento
Marguerite Yourcenar, Denário do sonho
Marguerite Yourcenar, Golpe de Misericórdia
Marguerite Yourcenar, O tempo, esse grande escultor
Nikos Kazantzakis, Ascese
Oscar Wilde, Salomé (com introdução e notas)
Peter Newell, O livro do foguete
Romain Rolland, Colas Breugnon
Shel Silverstein, Uma girafa e tanto
T. S. Eliot, O livro dos gatos
T.S. Eliot, Os gatos
T. S. Eliot, Teatro completo 
Umberto Eco, O pêndulo de Foucault
William Blake, O casamento do céu e do inferno (com introdução e notas)
William Shakespeare, 30 sonetos (e prefácio)
William Shakespeare, 42 sonetos (e prefácio)

### Organização
Agenor Soares de Moura, À margem das traduções
Charles Baudelaire, Poesia e prosa
Edgar Allan Poe, O Corvo e suas traduções
Vários autores, O torso e o gato (antologia de poemas traduzidos)

### Obra própria
A caça virtual e outros poemas
Caixinha de música
Nau dos náufragos
Poesia ensinada aos jovens
Visitações de Alcipe
Breviário de Afetos